# Nuisiana arboris
Genre
Espèce
Synonymes
- Maniho arboris Marples, 1959
- Matachia magna Forster, 1970

Nuisiana arboris, unique représentant du genre Nuisiana, est une espèce d'araignées aranéomorphes de la famille des Desidae.

## Distribution
Cette espèce est endémique de Nouvelle-Zélande.

## Description
La femelle holotype mesure 12,67 mm.

## Publications originales
- Marples, 1959 : The dictynid spiders of New Zealand. Transactions of the Royal Society of New Zealand, vol. 87, p. 333-361 (texte intégral).
- Forster & Wilton, 1973 : The spiders of New Zealand. Part IV. Otago Museum Bulletin, vol. 4, p. 1-309.